# René Paul Gustave Trouvé
 (novembre 2024).
Pour les articles homonymes, voir Trouvé.
René Paul Gustave Trouvé, né le 19 juin 1867 au Dorat et mort le 17 octobre 1935 à Saint-Maurice, est un homme politique français.

## Mandats
- Maire du Dorat
- Conseiller général de la Haute-Vienne
- Député de la Haute-Vienne : 1909-1914
- Sénateur de la Haute-Vienne : 1920-1927